# Friedrich Hartjenstein
Friedrich "Fritz" Hartjenstein, född 3 juli 1905 i Peine, död 20 oktober 1954 i Paris, var en tysk SS-Obersturmbannführer. Han var kommendant för Birkenau (Auschwitz II) från november 1943 till maj 1944. Därefter var han kommendant för Natzweiler-Struthof.
Efter andra världskriget dömdes Hartjenstein till livstids fängelse för att ha låtit avrätta franska motståndskämpar. Därpå dömde en brittisk domstol honom till döden för mord på brittiska krigsfångar. Han utlämnades till Frankrike för en tredje rättegång, vid vilken han dömdes till döden för brott mot mänskligheten i lägret Natzweiler-Struthof. Han dog av en hjärtinfarkt, innan straffet hann verkställas.